# Микшевич, Юлий Антонович
Юлий Антонович Микшевич (1824, Ковенская губерния — 1878) — профессор статистики и политической экономии. Декан юридического факультета Императорского Казанского университета.

## Биография
Родился 24 октября (5 ноября) 1824 года в Ковенской губернии. Среднее образование получил в Митавской гимназии. В 1844—1848 годах изучал камеральные науки в Императорском Дерптском университете, который окончил кандидатом; в 1846 году был удостоен золотой медали. После получения 31 марта 1852 года степени магистра за диссертацию «Ueber das leitende Prinzip der Wirthschaftslehre», начал преподавательскую деятельность. Читал в Дерптском университете с 1 февраля 1853 года в должности приват-доцента лекции по политической экономии.
В июне 1855 года по прошению был уволен со службы и за сочинение «Ueber das Verhältniss der Consumption zur Production» 10 июня 1856 года получил учёную степень доктора исторических наук и политической экономии.
В следующем году, 25 июля был определён в Императорский Казанский университет исполняющим должность ординарного профессора политической экономии и статистики; 4 июня 1858 года был утверждён в звании ординарного профессора. Избирался и исполнял обязанности декана юридического факультета с 1 октября 1863 года по март 1873 года. Дважды ездил в годичные заграничные командировки: с 5 апреля 1862 года и с 1 августа 1872 года.
Ю. А. Микшевич создал в Казани отделение Общества покровительства животным; был активным членом Казанского экономического общества, создал проект сберегательной кассы для служащих.
Умер в 1878 году, по разным сведениям 11 марта или 5 мая.